# 冷福克 (加利福尼亞州)
冷福克（英語：Cold Fork）是位於美國加利福尼亞州蒂黑馬縣的一個人口普查指定地區。

## 地理
冷福克的座標為40°10′19″N 122°40′24″W / 40.17194°N 122.67333°W，而該地最高點為海拔高度1292米（即4239英尺）。

## 人口
根據2010年美國人口普查的數據，冷福克的面積為5.00平方千米，當中陸地面積為5.00平方千米，而水域面積為5.00平方千米。當地共有人口500人，而人口密度為每平方千米100人。